# Pfarrfriedhof Freistadt
Der Pfarrfriedhof Freistadt ist seit 1855 der Friedhof der Stadt Freistadt im oberösterreichischen Mühlviertel. Der Friedhof ist im Besitz der Pfarre Freistadt und liegt rund zwei Kilometer südlich des Stadtzentrums. Der über 13.000 Quadratmeter große Friedhof besteht aus einem alten und neuen Teil sowie einer Aufbahrungshalle. Das historisch gesehen Bemerkenswerte an den Friedhöfen der Stadt ist, dass weder der aktuelle noch die zwei ersten Friedhöfe innerhalb der Stadtmauern lagen.

## Geschichte
Erster Friedhof – in St. Peter
Die ersten Toten der um 1220 gegründeten Stadt wurden im ummauerten Friedhof (Lage) rund um die Kirche St. Peter begraben. Diese Kirche ist älter als die Stadt und hatte daher das Begräbnisrecht. Die Kirche samt Friedhof ist rund drei Kilometer vom Stadtzentrum entfernt und liegt auf einem Bergrücken, etwa 140 Höhenmeter oberhalb der Stadt. Dieser Friedhof wird noch heute für die Verstorbenen der Ortschaft St. Peter (Gemeinde Waldburg) genutzt.
Zweiter Friedhof – bei der Liebfrauenkirche

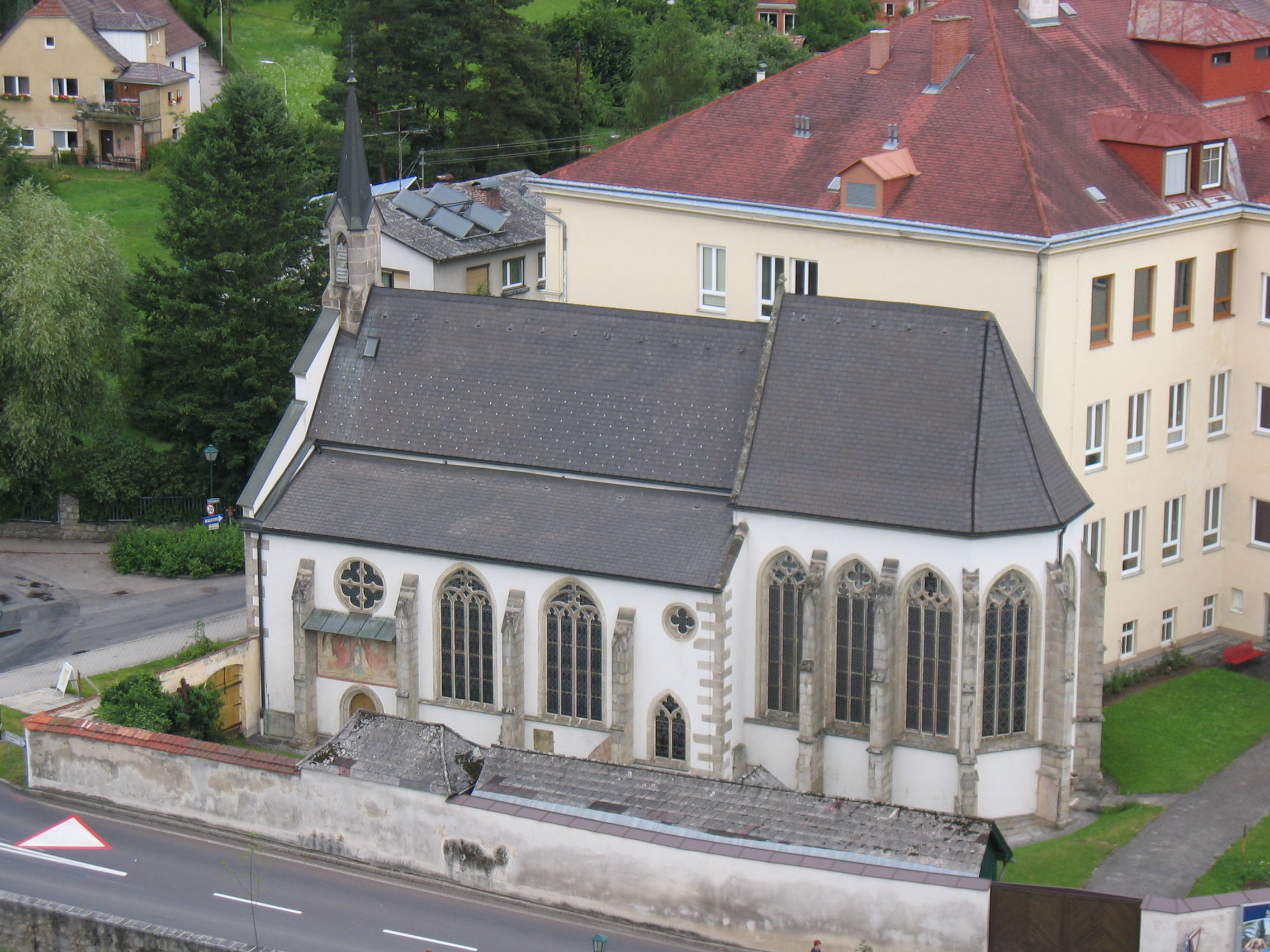
Liebfrauenkirche mit Friedhof im Vordergrund

1345 wurde erstmals ein Friedhof (Lage) bei der Spitalskirche, nördlich des Böhmertors urkundlich erwähnt. Dort wurden die Toten des Spitals (= Armenhaus, Altersheim) bestattet, das bereits 1311 erwähnt wurde. Womöglich ging um diese Zeit das Begräbnisrecht der Pfarre auf die Liebfrauenkirche über, Aufzeichnungen darüber sind nicht erhalten. Die Toten wurden immer durch das Südtor aus der Kirche in den Friedhof getragen, daher erhielt dieses Tor den Namen Totentor.
1557 beschloss der Rat der Stadt, den bestehenden Friedhof zu vergrößern und mit einer Mauer zu umgeben. Am 14. September 1855 fand hier die letzte Beerdigung statt, und um 1880 erfolgte die Übergabe des Geländes an die Schulschwestern des naheliegenden Klosters.
Auf dem Areal des ehemaligen Friedhofs wurde später das Kloster der Schulschwestern und im 20. Jahrhundert ein Parkplatz errichtet. Der kleine, verbliebene Rest steht heute unter Denkmalschutz und wird von einer arkadierten Mauer umgeben. Ein spätgotisches Schulterbogenportal und eine Loggia über der Gruft der Dechante (1620–1855) befinden sich auf dem Friedhof. Die Loggia ist einschiffig und zweijochig mit Kreuzgratgewölben und einer Wandmalerei Jüngstes Gericht aus der Zeit um 1620. An der Mauer stehen eingemauerte Grabsteine, die barock und klassizistisch gestaltet sind.
Dritter Friedhof – Friedhofsberg
Seit 15. September 1855 ist der heutige Friedhof der Stadt in Betrieb. Zuerst wurde ein rund 6500 Quadratmeter großer Friedhof zwei Kilometer südlich der Altstadt in einem damals unbebauten Gebiet errichtet und mit einer Mauer umgeben. Mitte des 20. Jahrhunderts erfolgte eine Erweiterung auf rund 13.200 Quadratmeter, da der alte Teil zu klein wurde. Zwischen 1998 und 2000 wurde die neue Aufbahrungshalle am östlichen Ende des neuen Teils errichtet, damit konnte die vorherige Aufbahrungshalle, die Johanneskirche, wieder der Stadtgemeinde zurückgegeben werden. Dem Neubau folgte auch eine Neustrukturierung; so wurde der östliche Eingangsbereich umgestaltet und das Kriegerdenkmal vom alten in den neuen Teil übersiedelt.
Am östlichen sowie am westlichen Ende stehen PKW-Parkplätze zur Verfügung.

## Figuren
Die Figur des auferstandenen Christus im alten Teil des Friedhofs stammt aus der Zeit um 1900 und steht auf einem ornamentierten Pfeiler mit Sockel.

## Bauwerke
Die Aufbahrungshalle ist ein quadratischer, lichtdurchströmter Raum, der von den Architekten Helmut und Herbert Pointner sowie Josef Ullmann geplant wurde. An einer Seitenfläche ist die Halle mit Glasflächen zu einem rechteckigen Wasserbassin mit dahinterliegender Steinmauer geöffnet. Das ausgespannte Vordach und die geradlinigen Sichtbetonscheiben sollen der Orientierung auf dem Gelände dienen.

## Gräber

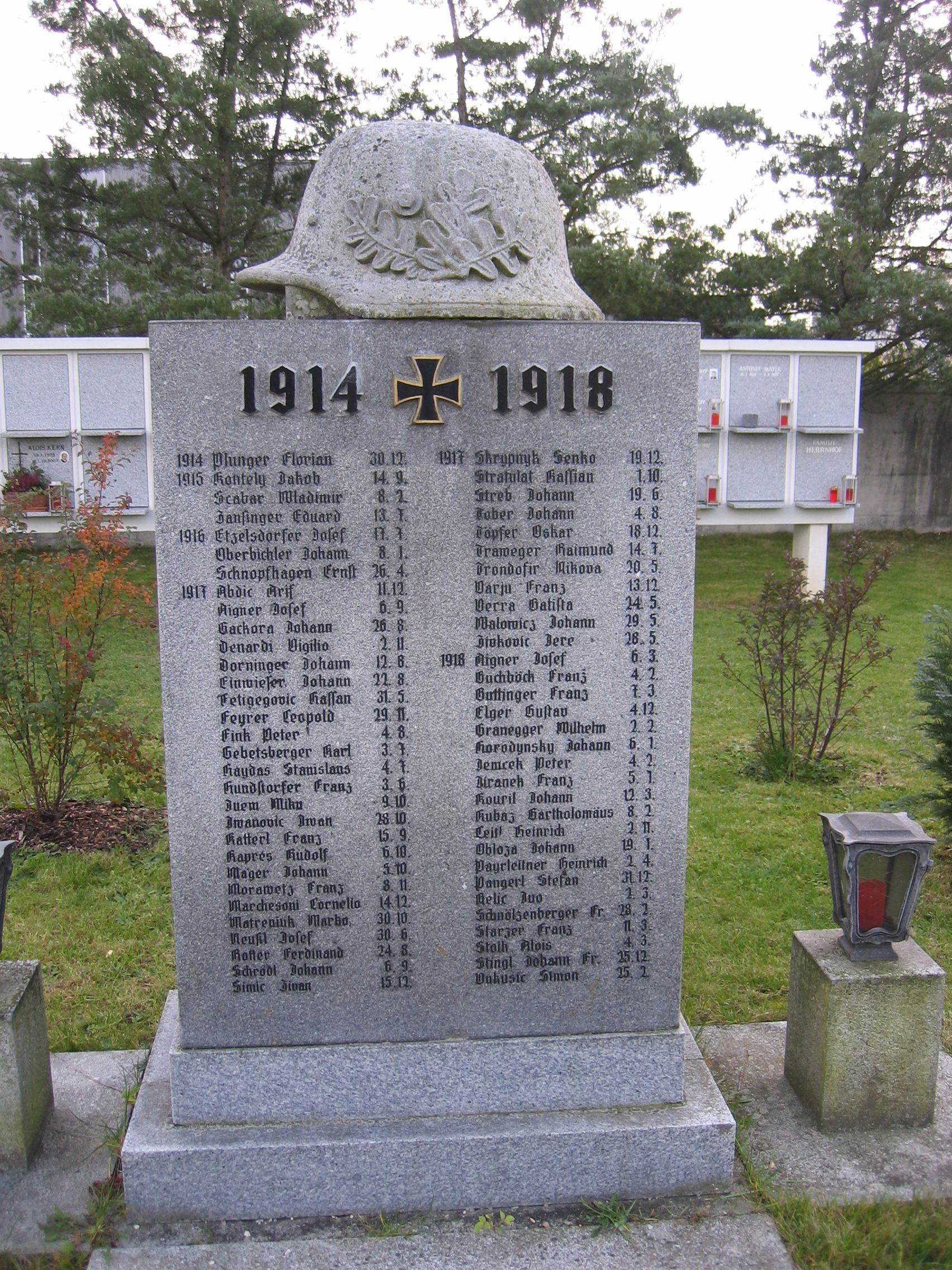
Kriegerdenkmal im neuen Teil

Ein Kriegerdenkmal für die Gefallenen des Ersten und Zweiten Weltkriegs befindet sich am neuen Teil, gegenüber der Gedenkstätte für verstorbene Pfarrer der Pfarre. Entlang der umfassenden Mauer befinden sich Wandgräber, die teilweise mit schmiedeeisernen Gittern ausgestattet sind. Hervorzuheben sind u. a. (alter Teil):
- Biedermeierliche Ausstattung: Fam. Weissenböck (Mitte 19. Jahrhundert)
- Historische Ausstattung: Fam. Köppl (Ende 19. Jahrhundert), Fam. Laimer (Anfang 20. Jahrhundert)
- Neogotische Ausstattung: Fam. Moßböck (Ende 19. Jahrhundert)
- Sezessionistische Ausstattung: Schulschwestern

### Gräber von Persönlichkeiten
- Robert Elmecker (1942–1997), Politiker und Abgeordneter zum Nationalrat
- Volker Tulzer (1940–2005), Leichtathlet und Olympiateilnehmer 1964